# Уба-Кембо, Кембо
Джин Кембо Уба-Кембо (фр. Jean Kembo Uba-Kembo; 27 декабря 1947, Бельгийское Конго, Колонии Бельгии — 26 марта 2007, Киншаса) — конголезский футболист, полузащитник, участник чемпионата мира 1974 года в составе сборной Заира.

## Карьера
Родился в Матете. Кембо всю свою карьеру играл за Вита из города Киншаса, в составе которого выиграл Лигу чемпионов КАФ 1973.
Сыграл несколько матчей на Кубках африканских наций 1968 и 1974 годах. Всего за сборную Заира провёл 10 матчей.

## Семья
Его сын — Жирес Кембо-Экоко, игрок «Аль-Джаиш».